# 尹店乡
尹店乡是中国河南省商丘市民权县下辖的一个乡。

## 行政区划
尹店乡下辖：尹北村、尹南村、尹东村、尹西村、白庙村、张砦村、闪砦村、孟庄村、杨城村、楼岗村、裴砦村、新兴村、高公寺村、樊砦村、黄岗村、杨楼村、湾子村、李庄村、彭庄村、小浑子村、青行村、柏木岗村、平庄村、范砦村、石北村、石南村、马头村、李岗村、王寺砦村、任岗村、王庄村、胡坑村、苏庄村、俭厂村、吴东村、吴西村、苍头村、徐庄村、尹店乡白东村、尹店乡北黄庄村、尹店乡白南村。